# I liga 1971-1972 (pallacanestro maschile)
La I liga 1971-1972 è stata la 38ª edizione del massimo campionato polacco di pallacanestro maschile. La vittoria finale è stata ad appannaggio dello Wybrzeże Danzica.

## Risultati

### Stagione regolare
|     | Squadra             | G  | V  | P  | PF   | PS   | Pt. | Qualificazione        |
| --- | ------------------- | -- | -- | -- | ---- | ---- | --- | --------------------- |
| 1.  | Wybrzeże Danzica    | 18 | 15 | 3  | 1661 | 1367 | 33  |                       |
| 2.  | Śląsk Breslavia     | 18 | 13 | 5  | 1510 | 1274 | 31  |                       |
| 3.  | Polonia Varsavia    | 18 | 12 | 6  | 1470 | 1405 | 30  |                       |
| 4.  | Wisła Cracovia      | 18 | 11 | 7  | 1517 | 1347 | 29  |                       |
| 5.  | Lech Poznań         | 18 | 10 | 8  | 1403 | 1389 | 28  |                       |
| 6.  | Lublinianka Lublino | 18 | 10 | 8  | 1253 | 1327 | 28  |                       |
| 7.  | AZS Varsavia        | 18 | 9  | 9  | 1382 | 1399 | 27  |                       |
| 8.  | Resovia Rzeszów     | 18 | 6  | 12 | 1243 | 1374 | 24  |                       |
| 9.  | Legia Varsavia      | 18 | 4  | 14 | 1413 | 1603 | 22  | retrocesse in II liga |
| 10. | Skra Varsavia       | 18 | 0  | 18 | 1277 | 1644 | 18  | retrocesse in II liga |

| I liga 1971-1972           |
| -------------------------- |
| Wybrzeże Danzica 2º titolo |

## Formazione vincitrice
| N° | Naz.               | Ruolo | Sportivo           |  | Alt. |  |
| -- | ------------------ | ----- | ------------------ |  | ---- |  |
|    | Polonia (bandiera) | P     | Krzysztof Bielak   |  | 181  |  |
|    | Polonia (bandiera) | AC    | Janusz Cegliński   |  | 201  |  |
|    | Polonia (bandiera) | G     | Zbigniew Felski    |  | 185  |  |
|    | Polonia (bandiera) | A     | Michał Grabowski   |  | 195  |  |
|    | Polonia (bandiera) | P     | Jan Jargiełło      |  | 182  |  |
|    | Polonia (bandiera) | P     | Andrzej Jezierski  |  | 178  |  |
|    | Polonia (bandiera) | A     | Edward Jurkiewicz  |  | 195  |  |
|    | Polonia (bandiera) | A     | Stefan Jurkiewicz  |  | 194  |  |
|    | Polonia (bandiera) | G     | Bogdan Lecyk       |  | 187  |  |
|    | Polonia (bandiera) | C     | Marek Mikulski     |  | 205  |  |
|    | Polonia (bandiera) | A     | Henryk Nowak       |  | 194  |  |
|    | Polonia (bandiera) | A     | Jan Nowicki        |  | 195  |  |
|    | Polonia (bandiera) | P     | Wojciech Rybowski  |  | 180  |  |
|    | Polonia (bandiera) | A     | Grzegorz Smakowski |  | 194  |  |
|    | Polonia (bandiera) | All.  | Jan Rudelski       |  |      |  |